# 住友金属工業蹴球団
住友金属工業蹴球団（すみともきんぞくこうぎょうしゅうきゅうだん）は、かつて存在した日本のサッカークラブ。住友金属工業（現・日本製鉄）のサッカー部として1947年に創部。当初は大阪府、1975年からは茨城県鹿島郡鹿島町（現在の鹿嶋市）を拠点として活動していた。略称は住金。日本プロサッカーリーグ（Jリーグ）に加盟する鹿島アントラーズの前身となったクラブである。

## 概要

### 歴史
1947年に同好会（住友金属工業蹴球同好会）として創設。1956年に正式にサッカー部となり、会社から援助が受けられる「団」へ昇格した。
1969年に関西サッカーリーグに昇格したが、優勝した京都紫光クラブ（現：京都サンガF.C.）に2戦合計で0-9で敗れる等で最下位に沈み、1年で降格した。
1973年に関西リーグに復帰して優勝。全国社会人サッカー選手権大会で優勝。羽衣クラブとの入れ替え戦に勝利。
1974年から日本サッカーリーグ (JSL) 2部へ昇格した。
1975年に大阪本社から稼動したばかりの鹿島製鉄所がある茨城県鹿島町（現在の鹿嶋市）に移転した。これ以降に本格的な強化が始まり、1985年にJSL1部に昇格した。
JSL1部には1985年、1987-88年、1988-89年の3シーズンを過ごしたが、Jリーグ入りが承認された1991年当時はJSL2部に所属していた。
日本リーグ時代の主要な試合会場は住友金属鹿島製鉄所総合グラウンド陸上競技場（ナイター設備あり　5000人収容）で行われた。現在の鹿島アントラーズクラブハウスグラウンドが出来る前はアントラーズ・トップチームの練習会場、Jサテライトリーグの試合会場でもあった。

### 鹿島アントラーズ設立の経緯
住友金属の事業所の中で鹿島製鉄所は中核を成していたが、街と周辺地域は魅力に乏しく、社内でも鹿島への勤務や転勤は敬遠されがちであった。一般的に人気の無い勤務先は活気に欠け、それが業務効率低下にも繋がる恐れがあり、街の活性化は会社としても最重要課題であった。そこで住友金属本社は1990年5月に「2000年ビジョン」を発表した。その中には「地域社会に貢献する住友金属」という趣旨の項目が含まれていた。
こうした思惑は、1980年代後半の日本サッカー界のプロ化への動きと合致し、1989年にプロサッカーリーグ設立が具体化し「プロリーグ検討委員会」からプロリーグ参加への聞き取り調査が行われた際には、名乗りを上げることになった。しかし、参加候補を選考する過程において、住友金属の前述の成績や、都市としての規模の小ささから集客能力に問題があるとして関係者からは住友金属のプロリーグ入りに批判的な意見が大半を占めた。
1991年に元ブラジル代表のジーコを獲得。また地元自治体の支援を受け国内初となる全席オールシートのサッカー専用スタジアム（茨城県立カシマサッカースタジアム）の建設を発表するとこれが決定的な要因となり、初年度からのJリーグ参加が決定した。
1991年10月に地元の5自治体と43企業の出資からなる株式会社株式会社鹿島アントラーズ・エフ・シーを設立。1992年3月のJSL閉幕をもって、蹴球団としての活動を終えた。

## 略歴
- 1947年 : 住友金属工業蹴球同好会として創部。
- 1956年 : 住友金属工業蹴球団に名称を変更。
- 1973年 : 関西サッカーリーグ優勝。全国社会人サッカー選手権大会優勝。
- 1974年 : 日本サッカーリーグ (JSL) 2部昇格。
- 1975年 : 本拠地を大阪から茨城県鹿島町に移す。
- 1984年 : JSL2部優勝、JSL1部へ昇格。
- 1986年 : JSL2部降格。
- 1987年 : JSL1部昇格。第12回JSLカップ準優勝。
- 1989年 : JSL2部降格。
- 1991年 : Jリーグ加盟が承認。株式会社鹿島アントラーズ・エフ・シーを設立
- 1992年 : 蹴球団としての活動を終える。

## タイトル

### リーグ戦
- 関西サッカーリーグ1部：1回
  - 1973年
- JSL2部：2回
  - 1984年、1986年

### カップ戦
- 全国社会人サッカー選手権大会：1回
  - 1973年

## 戦績
| 年度    | 所属         | 順位 | 勝点 | 勝 | 分          | 敗 | 得点 | 失点 | 監督     |
| ------- | ------------ | ---- | ---- | -- | ----------- | -- | ---- | ---- | -------- |
| 1969    | 関西         | 8位  | 11   | 4  | 3           | 7  | 11   | 27   | 木村俊郎 |
| 1970    | 大阪府       |      |      |    |             |    |      |      | 木村俊郎 |
| 1971    | 大阪府       |      |      |    |             |    |      |      | 木村俊郎 |
| 1972    | 大阪府       |      |      |    |             |    |      |      | 木村俊郎 |
| 1973    | 関西         | 優勝 | 20   | 9  | 2           | 3  | 37   | 22   | 木村俊郎 |
| 1974    | JSL2部       | 9位  | 12   | 4  | 4           | 10 | 23   | 48   | 山本栄次 |
| 1975    | JSL2部       | 8位  | 12   | 3  | 6           | 9  | 27   | 38   | 山本栄次 |
| 1976    | JSL2部       | 7位  | 13   | 5  | 3           | 10 | 27   | 34   | 山本栄次 |
| 1977    | JSL2部       | 3位  | 35   | 6  | 4PK勝 3PK敗 | 5  | 33   | 32   | 山本栄次 |
| 1978    | JSL2部       | 8位  | 30   | 7  | 0PK勝 2PK敗 | 9  | 29   | 28   | 山本栄次 |
| 1979    | JSL2部       | 10位 | 14   | 2  | 3PK勝 0PK敗 | 13 | 15   | 36   | 中村潤吉 |
| 1980    | JSL2部       | 8位  | 13   | 4  | 5           | 9  | 22   | 33   | 中村潤吉 |
| 1981    | JSL2部       | 7位  | 15   | 7  | 1           | 10 | 32   | 31   | 中村潤吉 |
| 1982    | JSL2部       | 3位  | 25   | 11 | 3           | 4  | 32   | 18   | 中村潤吉 |
| 1983    | JSL2部       | 2位  | 24   | 8  | 8           | 2  | 33   | 27   | 中村潤吉 |
| 1984    | JSL2部       | 優勝 | 26   | 10 | 6           | 2  | 40   | 23   | 中村潤吉 |
| 1985    | JSL1部       | 11位 | 15   | 6  | 3           | 13 | 21   | 32   | 野見山篤 |
| 1986    | JSL2部・東   | -    | 21   | 9  | 3           | 2  | 36   | 9    | 野見山篤 |
| 1986    | JSL2部・上位 | 優勝 | 22   | 9  | 4           | 1  | 20   | 4    | 野見山篤 |
| 1987-88 | JSL1部       | 10位 | 15   | 5  | 5           | 12 | 17   | 32   | 野見山篤 |
| 1988-89 | JSL1部       | 11位 | 19   | 4  | 7           | 11 | 12   | 37   | 野見山篤 |
| 1989-90 | JSL2部       | 6位  | 52   | 14 | 10          | 6  | 50   | 27   | 鈴木満   |
| 1990-91 | JSL2部       | 4位  | 51   | 15 | 6           | 9  | 43   | 24   | 鈴木満   |
| 1991-92 | JSL2部       | 2位  | 65   | 21 | 2           | 7  | 66   | 24   | 鈴木満   |

## 歴代監督
- 種田孝一 1947年-1956年
- 松田太郎 1957年-1960年
- 皆木忠夫 1961年-1964年
- 木村俊郎 1965年-1973年
- 山本栄次 1974年-1978年
- 中村潤吉 1979年-1984年
- 野見山篤 1985年-1988年
- 鈴木満 1989年-1992年

## 住友金属工業蹴球団に在籍した主な選手
- ジーコ
- 手倉森浩
- 手倉森誠
- 副島博志
- 藤代伸世
- 江本城幸
- 大野俊三
- 賀谷英司
- 石井正忠
- 真中靖夫

## 関係する人物
- 鈴木昌 - 住友金属工業蹴球団、団長。株式会社鹿島アントラーズ・エフ・シー元代表取締役社長。